# David Consuegra
David Consuegra (Bucaramanga, 1939-Ciudad de México, 30 de octubre de 2004) fue un diseñador gráfico, editor e ilustrador colombiano. 
Nació en la capital de Santander, Bucaramanga, en 1939; Consuegra es reconocido nacional e internacionalmente por la creación de decenas de marcas, símbolos y logotipos, como los de Inravisión, Artesanías de Colombia, Auros Copias, Croydon, Icollantas, Iserra, Museo de Arte Moderno de Bogotá, Partido Liberal, Universidad Industrial de Santander, entre otras. También se dedicó a la investigación, de la que dan cuenta numerosas publicaciones. Consuegra fue miembro del International Trademark Center de Bélgica y profesor visitante en la Virginia Commonwealth University y en la Universidad de Barcelona.  

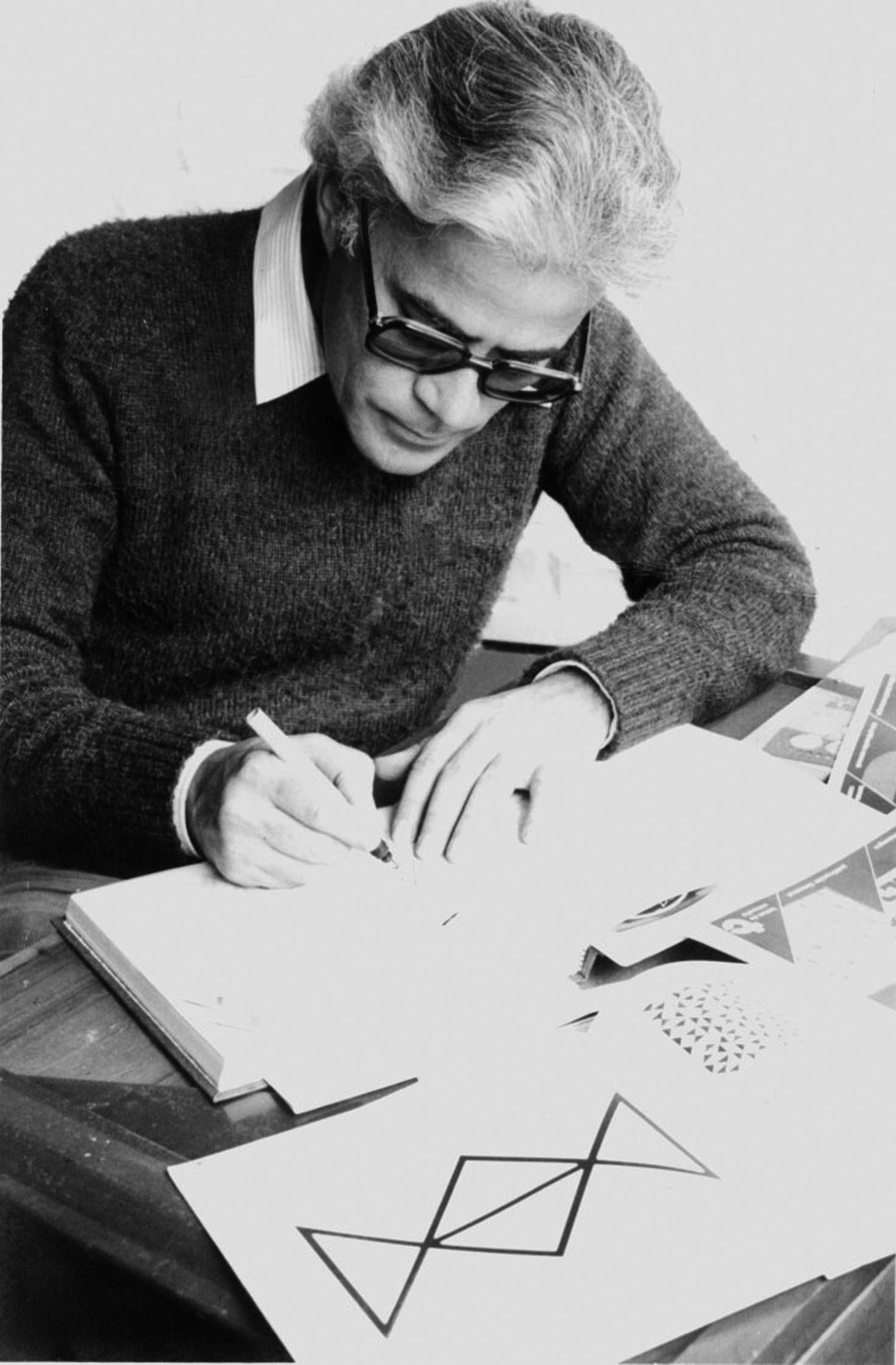
David Consuegra. Museo de Arte Moderno de Bogotá

En 1965, se casa con Rosmarie Schlenker, con quien tuvo tres hijos llamados Roberto, Andrés y Julian. Esta unión tuvo fin en 1968. Su segundo matrimonio, con Zoraida Cadavid, tuvo lugar en 1974. Tuvo otros dos hijos, Juan Diego (1975) y Nicolás (1976). Falleció en el año 2004 en Ciudad de México. 

## Carrera

### Estudios
A los 16 años viaja a Estados Unidos para realizar estudios superiores en Bellas Artes (BFA), en Boston University, Massachusetts, donde recibió el grado cum laude en 1961. Cursó su maestría en la misma área en la Universidad de Yale, en Connecticut, donde no solo se graduó con la máxima nota en 1963 sino, que gracias a sus cualidades y versatilidad le permitieron vincularse al campo de diseño de esta misma universidad como catedrático. También fue alumno del prestigioso diseñador Paul Rand y trabajó en su estudio en Nueva York.

#### Docencia
Cuando regresa a Colombia, ingresa como profesor a las Universidades de Los Andes, Nacional y Fundación Jorge Tadeo Lozano. Es invitado por la Universidad Nacional de Colombia al proyecto de crear la primera carrera de diseño gráfico, el cual no se logra dar en esta institución, sino en 1967 en la Universidad Jorge Tadeo Lozano, por su propia iniciativa. Sin embargo, en 1966, 1977 y 1982 participa en las reestructuraciones de la carrera de Diseño Publicitario de la Universidad Nacional, la cual se transforma luego en la actual carrera de Diseño Gráfico. Funda además, las revistas Nova en 1964 y Acteón en 1968 y a partir de 1964 y por cuatro años más, estuvo vinculado como diseñador gráfico al Museo de Arte Moderno de Bogotá.
Dedicó gran parte de su tiempo a la enseñanza, trabajando como profesor en las universidades Jorge Tadeo Lozano, Los Andes y Nacional de Colombia, en donde en 1991 fue distinguido como profesor emérito. También fue profesor invitado en la Universidad de Barcelona en 1998 y Virginia Commonwealth University en 1984. Como docente, publicó textos de apoyo que en su momento no se conseguían en el mercado colombiano, así fue como hizo la traducción y edición de “El libro de los signos” de Rudolf Koch, y también publicó libros como “ABC del diseño de marcas”, “Origami, el arte del doblez”, “Ilustración” y “El diseño tipográfico”.

##### Profesión
David regresó a Colombia en 1963. Allí enseñó como profesor en la Universidad de los Andes y la Universidad Nacional. En 1964, el Museo de Arte Moderno de Bogotá lo contrata como diseñador gráfico, donde pasaría a diseñar su logo. Fundó el primer programa de diseño gráfico de Colombia en la Universidad Jorge Tadeo Lozano en 1967.
Su carrera continuó desarrollándose en el campo del diseño gráfico y la docencia. Participó en los concursos de diseño publicitario de la Universidad Nacional en 1966, 1977 y 1982. La Universidad Nacional lo designó como profesor emérito en 1990. Fue profesor visitante en la Virginia Commonwealth University en 1984 y en la Universidad de Barcelona en 1998. En 1994, se incorporó al Centro Internacional de Marcas de Bélgica.
Entre sus trabajos se encuentra el realizado en 1990, para el San Carlos Hotel, caracterizado por un diseño limpio y sencillo. 
También en 1975 empieza a trabajar como consultor de diseño gráfico en el IBM  de Colombia, puesto que conserva hasta 1984. A la par, tiene el mismo puesto en Croydon S.A. a partir de 1980. En 1987, continúa como consultor de diseño gráfico en Icollantas S.A. y Uniroyal. Su trabajo más duradero es en la Universidad Nacional de Colombia desde 1976 hasta 1997. En 1994, se convierte en miembro oficial del Trademark Center de Bélgica. Finalmente, en 1996, empieza a formar parte del Ipswich Observer, Massachusetts (USA). 

## Obras

### Exposiciones
- Neoclásicos (carteles), Galería 25, Bogotá (Colombia),

- Latinamerican Expomarca, Museo Nacional, Bogotá (Colombia), 1981.

- I Salón Op de Diseño Gráfico (dos libros para niños), Museo de Arte Moderno de Bogotá, 1983.

- Art de L´Atelier et Art de la Rue (fotografías), París (Francia), 1984.
- Obra gráfica (marcas, símbolos y libros para niños), Museo Rayo, Roldanillo, Valle (Colombia), 1989.
- Consuegra 1960–1988 (exposición retrospectiva), Museo de Arte Universidad Nacional de Colombia, Bogotá (Colombia), 1988.
- 25 Años de síntesis gráfica (marcas y símbolos), Museo de Arte Moderno de Bucaramanga (Colombia), 1993.
- Diseño, arte y música (carteles), Universidad Industrial de Santander, Bucaramanga (Colombia), 1993.
- Eurodesign´94, International Trademark Center, Ostende, Bélgica, 1994.
- David Consuegra: diseños, Expodiseño’97, Bogotá, 1997.
- David Consuegra: marcas y símbolos, Universidad Autónoma de México, Ciudad de México, 1997.
- Homenaje a David Consuegra, Universidad Autónoma de Occidente, Cali (Colombia), 2000.

### Exposiciones y homenajes póstumos
- Exposición. Universidad Nacional de Colombia, Bogotá, 2004.
- Homenaje. Revista Proyectodiseño n. 37, diciembre de 2004-febrero de 2005.
- Congreso Internacional de Diseño Gráfico. Homenaje a David Consuegra, Universidad de Mérida, Venezuela, 2005.
- Bienal Letras Latinas (Homenaje). Biblioteca pública Virgilio Barco, Bogotá, 2006.
- IV Congreso Internacional de Diseño Gráfico. Homenaje a David Consuegra. Universidad Nacional de Colombia, Bogotá, 2006.
- Homenaje a David Consuegra. IV Salón OP de Diseño Gráfico-Museo de Arte Moderno de Bogotá, 2007.
- “Obras seleccionadas David Consuegra” MAMB (Museo de Arte Moderno de Bucramanga), 2011, curaduría: Zoraida Cadavid
- Lanzamiento libro David Consuegra. Pensamiento gráfico. Comfenalco, Santander, octubre de 2012.

### Curaduría
- Cómics: otra visión, Museo de Arte de la Universidad Nacional de Colombia, Bogotá;  y Museo de Arte Moderno, Bucaramanga, 1994.
- Hermann Zapf: calígrafo, diseñador y tipógrafo, Museo de Arte, Universidad Nacional de Colombia, Bogotá, 1996.
- Pierre Mendell: L´Art pour l´Art, Biblioteca Luis Ángel Arango, Bogotá, 1997.

### Publicaciones Realizadas

#### Las veintiséis letras
Autor: David Consuegra
Editor: Editorial NOVA
Diseño y diagramación: David Consuegra
Ilustraciones: David Consuegra
Impresión en serigrafía
Año de publicación: 1964
Páginas: 56
Dimensiones: 16 x 17 cm

#### Revista Nova
(1964-1966) [seis números publicados]
Dirección: David Consuegra (en colaboración con Eduardo Galindo para los números 3-6).
Diseño y diagramación: David Consuegra
Impresión en offset
Dimensiones: 16 x 17 cm
Revista Nova, junio, 1964, vol. 1, n. 1, páginas: 36
Revista Nova, sept.-oct. 1964, vol. 1, n. 2, páginas: 60
Revista Nova, jul.-ago.-sep, 1965, vol. 1, n. 3, páginas: 80
Revista Nova, jul.-ago.-sep, 1966, n. 4, páginas: 80
Revista Nova, mayo-jun-jul, 1967, n. 5 y 6,
páginas: 128

#### Ornamentación calada en la orfebrería indígena precolombina (muisca y tolima)
Autor: David Consuegra
Editor: Banco de la República, Colombia
Diseño y diagramación: David Consuegra
Ilustraciones: David Consuegra
Impresión en offset (páginas de texto y fotografías) e impresión en serigrafía (ilustraciones)
Año de publicación: 1968
Páginas: 220
Dimensiones: 19,5 x 20,5 cm

#### Peter Aldor, 20 años de caricaturas
Autor: Peter Aldor
Editor: Ediciones Testimonio
Diseño y diagramación: David Consuegra
Ilustraciones: Peter Aldor
Impresión en offset
Año de publicación: 1968
Páginas: 124
Dimensiones: 19,5 x 20 cm

#### Educación musical, tomo I
Autores: David Consuegra, Graciela Ordóñez
Editor: David Consuegra
Diseño y diagramación: David ConsuegraPoemas: David Consuegra
Ilustraciones: David Consuegra
Impresión en offset
Año de publicación: 1971
Páginas: 84
Dimensiones: 19,5 x 20 cm
Mención de honor, III Bienal Internacional de Ilustraciones, Bratislava, 1971
Mejor libro infantil sobre educación musical por el Instituto de Literatura Infantil y Juvenil de Viena, Austria, 1974

#### De marcas y símbolos
Compilación y estudio: David Consuegra
Editor: David Consuegra
Diseño y diagramación: David Consuegra
Impresión en offset
Año de publicación: 1963: On Trademarks (tesis de grado), y tres reediciones: 1968, 1970, 1976
Páginas: 152 (última edición)
Dimensiones: 20,5 x 21 cm

#### Graphica et lettera
Compilación: David Consuegra
Editor: Editorial Triblos
Diseño y diagramación: David Consuegra
Ilustraciones y composiciones tipográficas: Varios
Impresión en offset
Año de publicación: 1975
Páginas: 140
Dimensiones: 20,5 x 21 cm

#### Temas de consulta
(1978-1982)
[cinco números publicados]
Dimensiones: 23 x 24 cm

#### ABC en el diseño de marcas
Selección por orden alfabético de las mejores marcas del mundo
Compilador: David Consuegra
Editor: David Consuegra (Temas de Consulta)
Diseño y diagramación: David Consuegra
Impresión en offset
Año de publicación: 1978
Páginas: 48

#### Origami: el arte del doblez
Autor: Isao Honda
Editor: David Consuegra (Temas de Consulta)
Diseño y diagramación: David Consuegra
Diagramas: David Consuegra
Impresión en offset
Año de publicación: 1978
Páginas: 34
El diseño tipográfico
Autores: Varios
Editor: David Consuegra (Temas de Consulta)
Diseño y diagramación: David Consuegra
Impresión en offset
Año de publicación: 1979
Páginas: 46

#### El libro de los signos
Autor: Rudolf Koch
Editor: David Consuegra (Temas de Consulta)
Diseño y diagramación: David Consuegra
Ilustraciones: Rudolf Koch
Impresión en offset
Año de publicación: 1979
Páginas: 46

#### Técnicas de ilustración. Sistemas modernos para el artista editorial y publicitario
Autor: Mario Romero
Editor: David Consuegra
Diseño y diagramación: David Consuegra
Ilustraciones: Mario Romero
Impresión en offset
Año de publicación: 1980
Páginas: 44

#### Máximas mínimas
Autores: David Consuegra y Cecilia Cáceres
Editor: David Consuegra (Colección Máximas Mínimas)
Diseño y diagramación: David Consuegra
Director artístico: David Consuegra
Ilustraciones: Cecilia Cáceres
Impresión en offset
Año de publicación: 1982
Páginas: 20
Dimensiones: 22,5 x 24 cm

#### Poemario vario
Autor: David Consuegra, Marco Aurelio Cárdenas
Editor: David Consuegra (Colección Máximas Mínimas)
Diseño y diagramación: David Consuegra
Director artístico: David Consuegra
Ilustraciones: Marco Aurelio Cárdenas
Impresión en offset
Año de publicación: 1982
Páginas: 24
Dimensiones: 22,8 x 24,3 cm 

#### El mundo de los colores
Autor: David Consuegra
Editor: David Consuegra (Colección Máximas Mínimas)
Diseño y diagramación: David Consuegra
Ilustraciones: David Consuegra
Impresión en offset
Año de publicación: 1983
Páginas: 24
Dimensiones: 22,8 x 24,3 cm

#### Una vez tres veces
Autor: David Consuegra
Editor: David Consuegra (Colección Máximas Mínimas)
Diseño y diagramación: David Consuegra
Ilustraciones: David Consuegra
Impresión en offset
Año de publicación: 1983
Páginas: 24
Dimensiones: 22,8 x 24,3 cm

#### ABC de marcas mundiales
Compilación y análisis: David Consuegra
Editor: David Consuegra
Diseño y diagramación: David Consuegra
Impresión en offset
Año de publicación: 1988
Páginas: 140
Dimensiones: 24 x 25

#### Teoría y práctica del diseño gráfico
(1982- 1987) [siete números publicados]
Impresión en offset
Dimensiones: 22,5 x 24 cm
n. 1, 1982, Páginas: 10
n. 2, 1983, Páginas: 10
n. 3, 1983, Páginas: 10
n. 4, 1983, Páginas: 10
n. 5, 1984, Páginas: 10
n. 6, 1987, Páginas: 14
n. 7, 1987, Páginas: 18

#### En busca del cuadrado
Autor: David Consuegra
Editor: Universidad Nacional de Colombia
Diseño y diagramación: David Consuegra
Impresión en offset
Año de publicación: 1992
Páginas: 188
Dimensiones: 23,8 x 24,3 cm

#### Comics: otra visión
[catálogo de exposición]
Autor: David Consuegra
Editor: David Consuegra
Diseño y diagramación: David Consuegra
Impresión en offset
Páginas: 24
Año de publicación: 1994
Dimensiones: 28,5 x 24 cm

#### Hermann Zaph, diseñador, calígrafo y tipógrafo
[catálogo de exposición]
Autor: David Consuegra
Editor: David Consuegra
Diseño y diagramación: David Consuegra
Impresión en offset
Páginas: 24
Año de publicación: 1996
Dimensiones: 28,5 x 24 cm

#### American Type. design & designers
Autor: David Consuegra
Editor: Allworth Press, Nueva York
Diseño y diagramación: David Consuegra
Impresión en offset
Páginas: 320
Año de publicación: 2004

#### Lucian Bernhard, diseño y tipografía
Autor: David Consuegra
Editor: Universidad Nacional de Colombia
Diseño y diagramación: Camilo Páez Vanegas
Impresión en offset
Año de publicación: 2005 (póstumo)
Páginas: 32
Dimensiones: 17 x 12,5 cm

#### El lenguaje del cartel
Autor: David Consuegra
Editor: Zoraida Cadavid
Diseño y diagramación: David Consuegra
Impresión en offset
Año de publicación: 2006 (póstumo)
Páginas: 38
Dimensiones: 28 x 23,5 cm

## Premios y distinciones
- Cum laude. Boston University, 1961.
- Tesis laureada On trademarks. Yale University, 1963.
- Primer Premio. Identidad visual para el II Festival de Teatro de Cámara, Bogotá, Colombia, 1966.
- Mención de Honor. Libro de los Colores, I Bienal de Arte, Cali, Colombia, 1971.
- Mención de Honor. Educación Musical, II Bienal de Ilustración de Libros para Niños, Bratislava, Checoslovaquia, 1971.
- Segundo Premio. Identidad visual para Ringlete colombiano, Unesco, París, Francia, 1976.
- Profesor emeritus, Universidad Nacional de Colombia, 1990.
- Primer Premio. Símbolo para la Corporación Nacional de Turismo, Bogotá, 1991.
- Primer premio. Símbolo para Juegos Deportivos Nacionales Bucaramanga, 1991.
- Medalla de Oro por su contribución al Diseño Gráfico, Asociación Colombiana de Diseñadores, Bogotá, Colombia, 1998.
- Homenaje, Universidad de Caldas, 2000.
- Homenaje, Universidad Autónoma de Occidente, 2003.
- Homenaje Póstumo, Biblioteca Virgilio Barco, 2006.
- Homenaje Póstumo, MAM- IV Salón OP de Diseño Gráfico, 2007.

## Fallecimiento
El 30 de octubre fallece a sus 64 años en la Ciudad de México, víctima de un paro cardíaco “fulminante e inmediato”, mientras participaba en la VIII Bienal Internacional de Cartel en México en Xalapa, para ser jurado del Primer Festival Internacional del Diseño y las Artes. 